# Xyloperthodes incertus
Xyloperthodes incertus är en skalbaggsart som beskrevs av Pierre Lesne 1906. Xyloperthodes incertus ingår i släktet Xyloperthodes och familjen kapuschongbaggar. Inga underarter finns listade i Catalogue of Life.